# Стадион Полидепортиво Качамај
Стадион Полидепортиво Качамај (шп. Centro Total de Entretenimiento Cachamay) је вишенаменски (фудбал, атлетика) стадион који се налази у Сијудад Гвајани, Венецуела. 

## Историја стадиона
Изградња стадиона у Пуерто Ордазу, који је сада део Сијудад Гвајана, почела је 1988. Стадион Гино Скаригела завршен је 1990. године и првобитно је добио име по италијанском фудбалском судији који је погинуо у аматерској утакмици на месту где је стадион касније изграђен. Међутим, штампа је од самог почетка спомињала нови комплекс готово искључиво као „Полидепортиво Качамај“ - реч „Полидепортиво“ је наглашавала мултифункционалност спортског објекта, а „Качамај“ је био назив оближњег парка. Након отварања, фудбалски стадион је примио 14 хиљада гледалаца. .
Следећа фаза у историји стадиона био је Куп Америке, који је 2007. први пут поверен домаћину Венецуели. Државна корпорација Венезолана де Гвајана изнајмила је Центро Тотал де Ентретенимиенто Качамај на 25 година од владе Боливара. Комплетна реконструкција стадиона државу је коштала 74,4 милиона долара. Захваљујући њој, капацитет арене порастао је на 41,6 хиљада гледалаца (касније - 41,3 хиљаде), што је Полидепортиво Качамај учинило четвртим стадионом у Венецуели, само мало иза Метрополитано де Мерида. .
Оригинални стадион је отворен 1990. године. Током 2007. године дошло је до опсежних реновирања током којих је стадион увелико модернизован и проширен. Због тога се стадион могао користити и за Копа Америка 2007. На овом турниру одигране су три утакмице. Два од њих у групној фази и полуфиналу између Мексика и Аргентине (0:3). Репрезентација Венецуеле повремено користи стадион за међународне утакмице.
| № | Датум              | Репрезентације        | Резултат | Турнир                                   | Гледалаца |
| - | ------------------ | --------------------- | -------- | ---------------------------------------- | --------- |
| 1 | 27. јун 2007.      | Еквадор – Чиле        | 2:3      | Копа Америка 2007. – групна фаза         | 35.000    |
| 2 | 27. јун 2007.      | Бразил – Мексико      | 0:2      | Копа Америка 2007. – групна фаза         | 40.000    |
| 3 | 11. јул 2007.      | Мексико – Аргентина   | 0:3      | Копа Америка 2007. – групна фаза         | 41.600    |
| 4 | 9. септембар 2007. | Венецуела – Парагвај  | 3:2      | Пријатељска                              | 35.000    |
| 5 | 31. март 2009.     | Венецуела – Колумбија | 2:0      | Квалификације за Светско првенство 2010. | 35.000    |
| 6 | 10. јун 2009.      | Венецуела – Уругвај   | 2:2      | Квалификације за Светско првенство 2010. | 37.000    |
| 7 | 10. октобар 2009.  | Венецуела – Парагвај  | 1:2      | Квалификације за Светско првенство 2010. | 41.680    |